# پرچم کمپوچیای دمکراتیک
پرچم کمپوچیای دمکراتیک در ۳ فوریه ۱۹۷۵ پذیرفته شد.
و به عنوان نماد ملی و میهنی دولت کمپوچیای دموکراتیک شناخته میشد.
پشت زمینه سرخ این پرچم نماد کمونیست است.